# Museu de la Farmàcia Catalana
El Museu de la Farmàcia Catalana fou creat per Jesús Isamat Vila (professor d'Història de la Farmàcia de la Universitat de Barcelona fins al 1965).

## Història
El Museu fou creat l'any 1957 pel Dr. Jesús Isamat Vila (Olot, 1895-Barcelona, 1981), amb el nom de Biblioteca - Museu d'Història de la Farmàcia Catalana, que el considerà, a tots els efectes, com un annex auxiliar del, aleshores, seminari d'Història de la Farmàcia. Les seues instal·lacions, conjuntament amb les del nou edifici que allotjaria, a partir d'aquell moment, la Facultat de Farmàcia de la Universitat de Barcelona en el campus de Pedralbes, foren inaugurades en el curs acadèmic 1957-1958.
El museu ideat per Isamat s'inscrivia en la tradició il·lustrada dels museus de ciència existents en les universitats més importants d'Europa i dels Estats Units.
La manca d'espai per exercir les funcions docents i de divulgació per a les quals fou creat i les poques o nul·les perspectives d'ampliació que se li ofereixen, ha portat el Museu a instal·lar part dels seus aparadors en passadissos i escales de la Facultat. Per necessitat, s'ha vist obligat a seguir la més avançada de les tendències museístiques, i sortir a l'encontre del seu públic natural, incorporant-se a la vida quotidiana d'alumnes i professors de tal manera que, si bé difícilment pugen els sis pisos (sense ascensor) per visitar-lo, el museu els rep a cadascun dels replans de la Facultat.

## Logotip
En el logotip del Museu s'han volgut integrar tres conceptes diferents: museu, medicament i país. Dels tres signes que el componen, dos d'ells són convencionals: La M de museu i els quatre pals de Catalunya. El tercer, inspirat en l'escriptura secreta dels antics alquimistes, és un dels diversos grafismes coneguts creats per representar la quinta essència i vol simbolitzar la finalitat última de la farmàcia i del farmacèutic: la recerca de la part més valuosa de la matèria, del veritable component actiu dels vells magisteris, cercant obtindre el medicament perfecte predecessor de l'inabastable elixir de l'eterna joventut.

## Fons
Amb el pas del temps, el seu llegat s'ha anat enriquint amb adquisicions puntuals i donatius altruistes, fins a assolir un fons històric de més de dos mil objectes, sense considerar en aquest recompte el recull d'especialitats farmacèutiques antigues, la més nombrosa de les col·leccions que, juntament amb els cartells de publicitat farmacèutica, són dues de les més emblemàtiques del Museu.
El fons està integrat pel cordialer d'una farmàcia del segle xviii, ceràmica farmacèutica dels segles xvii al XX, balances de precisió, estris de laboratori, alambins, herbaris, morters, una col·lecció filatèlica de temàtica farmacèutica, una col·lecció de medicaments i especialitats, i un interessant arxiu de material gràfic i de publicitat farmacèutica.
També s'hi troben mobles de l'antic col·legi de Sant Victorià, el qual fou la primera institució que impartí estudis oficials de farmàcia a Catalunya (1815-1843).

### Documents i llibres
L'actual biblioteca de la Unitat d'Història, Legislació i Gestió farmacèutiques conserva part del llegat bibliogràfic de l'antic Col·legi de Farmàcia de Sant Victorià i és, possiblement, una de les millors biblioteques de Catalunya especialitzada en Història de la Farmàcia. El seu fons inclou manuscrits, fulletons antics i moderns, llibres receptari i un fons d'incalculable valor format per més de 6.000 llibres, molts d'ells exemplars antics sobre farmàcia, química, botànica i medicina, entre els quals destaca una col·lecció de farmacopees nacionals, estatals i mundials. La biblioteca aplega textos antics d'autors farmacèutics i metges de gran prestigi, entre d'altres, Vélez de Arciniega, Nicolas Lémery, Georges-Louis Leclerc (comte de Buffon), Louis Claude Cadet de Gassicourt, Virey, Antoine Lavoisier, Hernández de Gregorio, Baumé, Davy i Orfila. Tanmateix, el llibre més valuós de tots és, sens dubte, l'únic exemplar conegut de la Concordie Apothecariorum Barchinone (1511) redactada a instàncies del Col·legi d'apotecaris de Barcelona i considerada la primera de les farmacopees dels antics regnes d'Espanya i la segona del món després de la de Florència (1498). També hi trobem el Pharmacopea Cathalana de Joan d'Alós i Serradora editat el 1686.

### Estris i aparells
Entre les eines més antigues de les emprades en la confecció de medicaments, el Museu conserva una petita col·lecció de morters de formes i materials diversos: metàl·lics, de pedra, de porcellana o vidre, a més a més d'altres aparells que, en el seu temps, foren imprescindibles per a la confecció de medicaments: estufes de cultiu i dessecació, alambins antics i moderns, autoclaus, lixiviadors, forns, pindolers, filtres premsa, drageadores, centrífugues. I també una reduïda, però interessant, col·lecció de becs de gas omnipresents, en el seu moment, en tots els laboratoris del món. Els nombrosos atuells i aparells de vidre (balons, balons tubulats, refrigerants, retortes o flascons de Woulf), tots ells procedents dels antics laboratoris de la Facultat, evidencien la importància que les ciències experimentals tingueren en el currículum formatiu dels farmacèutics.

### Instruments
El Museu de la Farmàcia Catalana aplega una àmplia varietat d'instruments procedents dels antics laboratoris i càtedres de la Facultat, i que foren emprats tant en la recerca com en la docència. Polarímetres, espectrògrafs, balances de precisió i granetaris, microscopis, microscopis de polarització, areòmetres, colorímetres i viscosímetres formen una bigarrada mostra de la gran diversitat d'instruments que intervenien en els processos d'obtenció, de control i de confecció dels medicaments. La natural integració de la Farmàcia dins del camp de les ciències de la salut, justifica la presencia en el Museu d'una petita col·lecció d'instrumental mèdic: ventoses, estetoscopi plegable, material quirúrgic divers, aparells per administrar ènemes, xeringues i, fins i tot, un aparell per a fer determinacions de metabolisme basal (Metabolor McKesson).

### Medicaments
Una de les col·leccions emblemàtiques del museu està formada per més de quatre mil especialitats farmacèutiques antigues comercialitzades, preferentment, a l'Estat espanyol i acull medicaments registrats des de la segona meitat del segle xix fins avui. Recopilades de manera aleatòria, la catalogació i l'estudi sistemàtic i, sobretot, imaginatiu del conjunt ens ofereix una àmplia i valuosa informació que, transcendint les aplicacions terapèutiques i tècniques del medicament, ens ofereix altres nivells de lectura i ens informa sobre l'evolució de la terapèutica i de la tecnologia farmacèutica, el naixement de la indústria farmacèutica a Catalunya i a l'Estat espanyol, el context polític i econòmic en el moment de fabricació de l'especialitat o, fins i tot, sobre les tendències artístiques dominants a l'època. Les especialitats farmacèutiques ja catalogades s'exposen al lloc web.

### Envasos per a medicaments
Uns dels envasos de medicaments més antics i més bells foren els pots de ceràmica esmaltada nascuts a l'Orient mitjà (segles ix-x) i coneguts a l'Europa medieval amb el nom llatinitzat d'albarel·los. No molt nombrós, però significatiu, és el recull de ceràmica farmacèutica del Museu de diversa procedència, estils i èpoques (segles xvii i xviii, xix i xx). La ceràmica catalana de la primera meitat del segle XVII hi està representada en els albarel·los decorats amb motius geomètrics en blanc i blau i en els de l'estil dit de la figueta. Del segle xviii hi podem trobar una magnífica col·lecció de 41 albarel·los decorats en blanc i blau, de l'estil afrancesat anomenat fulla de julivert; un conjunt d'ursuola i albarel·los de ceràmica policromada dita de Banyoles i de ceràmica d'Escornalbou. Ja més moderns, el Museu conserva una col·lecció dels coneguts albarels - de pisa i de porcellana - característiques de les farmàcies europees dels segles XIX i XX.
Les capses de fusta, tosques o policromades, foren molt emprades en les farmàcies antigues com a contenidors dels anomenats simples d'origen vegetal (flors, fulles, arrels, llavors); mineral (terra sigillata o pedres semiprecioses triturades de procedència diversa) o animal (banya d'unicorn, carn de serp, etc.) usats en la confecció dels medicaments. De les que es conserven en el Museu, en destaca la retolada amb el nom de Cort Perur (còrtex peruviana). De forma cilíndrica i amb la tapadora i el cos policromats adornada amb un gran ocell i garlandes vegetals, la cara interna de la capsa ostenta una sèrie de signatures escrites amb tinta que la fan digna d'estudi.
Les ampolles de vidre, llis o gravat, incolor o de colors, són un dels recipients més emprats per a envasar medicaments, especialment a partir de la industrialització de la farmàcia. En aquest sentit el Museu en reuneix un conjunt prou significatiu.

### Herbaris
La varietat dels fons del Museu es fa palesa en dues col·leccions botàniques, de diversos autors, iniciades a finals del segle xviii i finalitzades a mitjans del xix. La primera i més antiga de les col·leccions, procedent de la Biblioteca Mariana del Convent de Sant Francesc de Barcelona, porta anotacions del botànic francès Pierre André Pourret. L'altra col·lecció, recopilada a la segona meitat del segle xix, que consta de més de tres mil exemplars botànics, ha estat coneguda tradicionalment amb el nom d'herbari Balvey: tanmateix, el seu estudi detallat ha posat en evidència que foren obra, principalment, de J. Pujol i de O. Bordère.

### Mobiliari
El mobiliari d'una farmàcia del segle xviii constitueix el nucli més reeixit del Museu. Aquest conjunt de mobles, dels quals s'ignora la provinença, consta d'un armari cordialer de tres cossos acabats en forma d'arc i d'un gran taulell rectangular, decorats tots ells amb una vistosa policromia de tonalitats daurades, ocres i verdes que imita el marbre. Per tal de completar el parament, Isamat va fer construir una reproducció del taulell original, dos grans armaris amb portes de vidre per a l'exhibició de les col·leccions de ceràmica i d'atuells de laboratori, i una gran vitrina horitzontal per exposar-hi llibres antics i fulls de l'herbari històric del Museu.
De l'antic Col·legi de sant Victorià (1826-1845), primer establiment que impartí ensenyaments reglats de Farmàcia a Catalunya i antecessor directe de l'actual Facultat de Farmàcia (1845), el Museu en conserva molt pocs mobles: una butaca i una petita taula plegable (probablement de finals del segle XVII) i uns quants objectes, entre d'altres, una brúixola i diversos rellotges d'arena, pirogravats amb el segell del Col·legi.

### Obra gràfica i elements publicitaris
La col·lecció de cartells publicitaris del Museu s'ha enriquit, en els darrers anys, amb compilacions i donatius fruit de l'estreta col·laboració establerta entre la Fundació Concòrdia Farmacèutica i el Museu de la Farmàcia Catalana. Centrada en el món de l'especialitat farmacèutica i de la cosmètica, la gran varietat d'estils i formes dels cartells i l'ampli espai de temps que abracen, permet copsar l'evolució estilística del cartell i, paral·lelament, la profunda transformació de la terapèutica que, iniciada a les darreries del segle xix continuà de forma trepidant al llarg del s. XX. Dins el capítol d'obra gràfica, s'inclouen les etiquetes de farmàcia, els sobres per a receptes, les bosses per a dispensació i tot un seguit de publicitat de petit format i objectes de promoció (gatgets) com ara els papers assecants, les postals, els calendaris, les llibretetes de control de pes i els vanos, entre moltes d'altres formes de publicitat.
Els fons d'obra gràfica del Museu contempla també una petita col·lecció de velles orles de la Facultat de Farmàcia de Barcelona, la més antiga de les quals correspon al curs acadèmic 1890-1891.

## Dades d'interès
- Adreça: Facultat de Farmàcia - Universitat de Barcelona - Avinguda de Joan XXIII, s/n - 08028 Barcelona
- Telèfon: (+34) 609 76 69 35
- Accés: Línia 3 del metro de Barcelona (Estació de Palau Reial). Bus 7, 33, 63, 67, 68, 74, 75, 114, Tomb
- Horari: cal concertar la visita prèviament
- Serveis: biblioteca especialitzada
- Titularitat: Universitat de Barcelona. Unitat d'Història de la Farmàcia i Legislació farmacèutica.[2]